# Anabacerthia variegaticeps
El ticotico de anteojos (Anabacerthia variegaticeps), también denominado breñero cejudo o musguero trepador (en México), hojarasquero de anteojos (en Honduras y Colombia), trepamusgo de anteojos (en Nicaragua y Costa Rica), limpiafronda goliescamosa (en Panamá y Ecuador u hojarasquero del Pacífico (en Colombia), es una especie de ave paseriforme de la familia Furnariidae perteneciente al género Anabacerthia. Es nativo del sur de México, América Central y noroeste de América del Sur.

## Distribución y hábitat
Se distribuye de forma disjunta desde el sur de México, por Guatemala, Honduras, Belice, El Salvador, Nicaragua, Costa Rica, Panamá, oeste de Colombia, hasta el suroeste de Ecuador.
Esta especie es considerada bastante común en sus hábitats naturales, el sub-dosel y los bordes de selvas húmedas de estribaciones montañosas y montanas bajas, principalmente entre los 700 y 1700 m de altitud.

## Sistemática

### Descripción original
La especie A. variegaticeps fue descrita por primera vez por el zoólogo británico Philip Lutley Sclater en 1857 bajo el nombre científico Anabazenops variegaticeps; su localidad tipo es: «Córdoba, Veracruz, sur de México».

### Etimología
El nombre genérico femenino «Anabacerthia» resulta de una combinación de los géneros Anabates (los colaespinas) y Certhia (los agateadores); y el nombre de la especie «variegaticeps», proviene del latín «varius»: varios, diversos  y «ceps»: de cabeza; significando «de cabeza variada».

### Taxonomía
La distintiva subespecie temporalis algunas veces fue tratada como una subespecie de Anabacerthia striaticollis, a quien más se parece; también fue tratada anteriormente como especie separada, y tal vez sería mejor mantenerla como tal hasta que se resuelvan más claramente las relaciones, a pesar de que difiere solamente en su manto más rufescente y más manchado y el pecho menos escamado, mientras que los registros de voz no sugieren divergencias significativas. La subespecie propuesta idoneus (del oeste de Panamá), descrita como similar a la nominal, pero más pálida (más olivácea), parece representar apenas una variación individual.

### Subespecies
Según las clasificaciones del Congreso Ornitológico Internacional (IOC) y Aves del Mundo se reconocen tres subespecies, con su correspondiente distribución geográfica:
- Anabacerthia variegaticeps schaldachi Winker, 1997 – montañas del suroeste de México (Guerrero).
- Anabacerthia variegaticeps variegaticeps (P.L. Sclater, 1857) – montañas desde el sur de México (en la pendiente caribeña al sur desde Veracruz, en la pendiente del Pacífico al sur desde Oaxaca) hacia el sur hasta el oeste de Panamá (oeste de Chiriquí).
- Anabacerthia variegaticeps temporalis (P.L. Sclater, 1859) – Andes occidentales de Colombia (al sur desde el sur de Chocó) y oeste de Ecuador (all sur desde el oeste de Loja, también en las cordilleras costeras de Esmeraldas, suroeste de Manabí y oeste de Guayas).

La clasificación Clements Checklist v.2018, no lista la subespecie schaldachi.